# Esplosivi al clorato
Gli esplosivi al clorato sono miscugli esplosivi, sensibili all'innesco, basati principalmente su unioni stechiometriche molto intime di clorato di sodio o di potassio finemente polverizzati con sostanze di natura grassa o sostanze combustibili adatte.
Alcune di queste combinazioni sono utilizzabili come acceleranti solidi per l'accensione di fuochi su materiali anche umidi, oppure come propellenti per piccoli razzi, o ancora per produrre giochi pirotecnici.
Facendo riferimento alle modifiche base apportabili alle miscele tradizionali per i giochi pirotecnici, anche con i clorati si possono ottenere svariati effetti cromatici, variazioni di intensità della luce emessa, quantità e colore dei fumi, presenza di "lapilli", formazione di schiume ed altri effetti.
Se miscelati in rapporti adeguati, questi miscugli sono stabili fino all'innesco che può avvenire per riscaldamento, accensione diretta di una fiamma, a volte urto (molto) violento, o anche facendo partire la reazione di combustione con un acido forte (H2SO4). Questa reazione di combustione è provocata generalmente dal clorato di potassio che a contatto con l'acido solforico concentrato libera acido clorico, questo essendo un forte ossidante va a ossidare lo zucchero che si incendia emettendo una fiamma di colore violetto, con aggiunta di CuCl rame (I) cloruro  alla miscela si ha una fiamma blu - azzurra intensa.
Il più classico uso di queste miscele è forse la realizzazione di modelli di sistemi vulcanici in grado di eruttare nuvolette di fumo bianco o nero, produrre lapilli incandescenti e piccole colate di schiume ad alta viscosità. Il più classico dei vulcani modello.
Il clorato di potassio trova applicazione nella preparazione di miscele "Flash" , ovvero miscele dalla combustione molto rapida e molto luminosa.
Queste miscele si ottengono, mescolando un clorato con polveri di magnesio o alluminio.